# 2號國道 (柬埔寨)
2號國道是柬埔寨一條國家級公路，北起首都金邊莫尼旺大橋，南至越南邊境，並與越南國道91號對接。全長120.60公里。